# Municipio de Clark (condado de Brown)
El municipio de Clark (en inglés: Clark Township) es un municipio ubicado en el condado de Brown en el estado estadounidense de Ohio. En el año 2010 tenía una población de 3121 habitantes y una densidad poblacional de 40,65 personas por km².

## Geografía
El municipio de Clark se encuentra ubicado en las coordenadas 38°55′56″N 83°59′35″O / 38.93222, -83.99306. Según la Oficina del Censo de los Estados Unidos, el municipio tiene una superficie total de 76.77 km², de la cual 76,75 km² corresponden a tierra firme y (0,03 %) 0,02 km² es agua.

## Demografía
Según el censo de 2010, había 3121 personas residiendo en el municipio de Clark. La densidad de población era de 40,65 hab./km². De los 3121 habitantes, el municipio de Clark estaba compuesto por el 98,17 % blancos, el 0,22 % eran afroamericanos, el 0,22 % eran amerindios, el 0,06 % eran asiáticos, el 0,42 % eran de otras razas y el 0,9 % eran de una mezcla de razas. Del total de la población el 0,7 % eran hispanos o latinos de cualquier raza.